# USB大容量存储设备
USB大容量存储设备（英語：USB mass storage device class，也稱為USB MSC或UMS）是一个协议，允许一个USB接口的设备与主计算设备相连接，以便在两者之间传输文件。对于主计算设备来说，USB设备看起来就像一个移动硬盘，允许拖放型文件传送。它实际上是由USB開發者論壇所通过许多通讯协议的汇总，这一标准提供了许多设备的界面。包括移动硬盘、闪存盘、移动光学驱动器、读卡器、数码相机、数码音乐播放器、PDA以及手机等等。